# Hans Filbinger
Hans Karl Filbinger (Mannheim, 15 de septiembre de 1913 – 1 de abril de 2007) fue un jurista y político conservador alemán, vinculado a los nazis de joven, y líder de la Unión Demócrata Cristiana (CDU) de centro-derecha durante las décadas de 1960 y 1970, siendo el primer presidente de la CDU en Baden-Wurtemberg y vicepresidente de la CDU federal. Fue Ministro-Presidente de Baden-Württemberg desde 1966 hasta 1978, y como tal presidió el Bundesrat en 1973/74. A causa de acusaciones relacionadas con su rol durante la Segunda Guerra Mundial como abogado naval y juez debió renunciar a su cargo de Ministro-Presidente y presidente del partido. Aunque la CDU de Baden-Württemberg lo eligió como presidente honorario, cargo que retuvo hasta su muerte, siguió siendo una personalidad controvertida. También fundó el think tank conservador Studienzentrum Weikersheim, el cual presidió hasta 1997.